# Medallistas Olímpicos en Boxeo
Tabla de medallas de oro, plata y bronce del Boxeo en los Juegos Olímpicos en cada una de las pruebas que forman parte del torneo.

## Masculino

### Categorías vigentes

#### Peso mosca
- 1904: hasta 105 lb (47.6 kg)
- 1920–1936: hasta 112 lb (50.8 kg)
- 1948–1964: hasta 51 kg
- 1968–2008: 48–51 kg
- 2012–2020: 49–52 kg
- 2024–presente: –51 kg

| Edición             | Oro                                        | Plata                                      | Bronce                                                                           |
| ------------------- | ------------------------------------------ | ------------------------------------------ | -------------------------------------------------------------------------------- |
| St. Louis 1904      | George Finnegan · Estados Unidos           | Miles Burke · Estados Unidos               | No entregada                                                                     |
| Londres 1908        | Prueba no incluida en el programa olímpico | Prueba no incluida en el programa olímpico | Prueba no incluida en el programa olímpico                                       |
| Estocolmo 1912      | Boxeo no incluido en el programa olímpico  | Boxeo no incluido en el programa olímpico  | Boxeo no incluido en el programa olímpico                                        |
| Amberes 1920        | Frankie Genaro · Estados Unidos            | Anders Petersen · Dinamarca                | William Cuthbertson · Reino Unido                                                |
| París 1924          | Fidel LaBarba · Estados Unidos             | James McKenzie · Reino Unido               | Raymond Fee · Estados Unidos                                                     |
| Ámsterdam 1928      | Antal Kocsis · Hungría                     | Armand Apell · Francia                     | Carlo Cavagnoli · Italia                                                         |
| Los Ángeles 1932    | István Énekes · Hungría                    | Daniel Hernández · México                  | Louis Salica · Estados Unidos                                                    |
| Berlín 1936         | Willy Kaiser · Alemania                    | Gavino Matta · Italia                      | Louis Laurie · Estados Unidos                                                    |
| Londres 1948        | Pascual Pérez · Argentina                  | Spartaco Bandinelli · Italia               | Han Soo-Ann · Corea del Sur                                                      |
| Helsinki 1952       | Nate Brooks · Estados Unidos               | Edgar Basel · Alemania                     | Anatoli Bulakov · Unión Soviética Willie Toweel · Sudáfrica                      |
| Melbourne 1956      | Terence Spinks · Reino Unido               | Mircea Dobrescu · Rumania                  | John Caldwell · Irlanda René Libeer · Francia                                    |
| Roma 1960           | Gyula Török · Hungría                      | Sergei Sivko · Unión Soviética             | Abdel Moneim El-Guindi · Egipto Kiyoshi Tanabe · Japón                           |
| Tokio 1964          | Fernando Atzori · Italia                   | Artur Olech · Polonia                      | Robert Carmody · Estados Unidos Stanislav Sorokin · Unión Soviética              |
| México 1968         | Ricardo Delgado · México                   | Artur Olech · Polonia                      | Servílio de Oliveira · Brasil Leo Rwabwogo · Uganda                              |
| Múnich 1972         | Georgi Kostadinov · Bulgaria               | Leo Rwabwogo · Uganda                      | Leszek Blazynski · Polonia Douglas Rodríguez · Cuba                              |
| Montreal 1976       | Leo Randolph · Estados Unidos              | Ramón Duvalón · Cuba                       | Leszek Błażyński · Polonia David Torosyan · Unión Soviética                      |
| Moscú 1980          | Petar Lesov · Bulgaria                     | Viktor Miroshnichenko · Unión Soviética    | Hugh Russell · Irlanda János Váradi · Hungría                                    |
| Los Ángeles 1984    | Steve McCrory · Estados Unidos             | Redzep Redzepovski · Yugoslavia            | Ibrahim Bilali · Kenia Eyüp Can · Turquía                                        |
| Seúl 1988           | Kim Kwang-sun · Corea del Sur              | Andreas Tews · Alemania Oriental           | Mario González · México Timofey Skryabin · Unión Soviética                       |
| Barcelona 1992      | Choe Chol-su · Corea del Norte             | Raúl González Sánchez · Cuba               | Tim Austin · Estados Unidos István Kovács · Hungría                              |
| Atlanta 1996        | Maikro Romero · Cuba                       | Bolat Zhumadilov · Kazajistán              | Zoltan Lunka · Alemania Albert Pakeyev · Rusia                                   |
| Sídney 2000         | Wijan Ponlid · Tailandia                   | Bolat Zhumadilov · Kazajistán              | Volodymyr Sydorenko · Ucrania Jérôme Thomas · Francia                            |
| Atenas 2004         | Yuriorkis Gamboa · Cuba                    | Jérôme Thomas · Francia                    | Fuad Aslanov · Azerbaiyán Rustam Rahimov · Alemania                              |
| Beijing 2008        | Somjit Jongjohor · Tailandia               | Andry Laffita · Cuba                       | Vincenzo Picardi · Italia Georgy Balakshin · Rusia                               |
| Londres 2012        | Robeisy Ramírez · Cuba                     | Nyambayaryn Tögstsogt · Mongolia           | Misha Aloyan · Rusia Michael Conlan · Irlanda                                    |
| Río de Janeiro 2016 | Shakhobidin Zoirov · Uzbekistán            | Yoel Finol · Venezuela Misha Aloyan DSC    | Hu Jianguan · República Popular China                                            |
| Tokio 2020          | Galal Yafai · Reino Unido                  | Carlo Paalam · Filipinas                   | Ryomei Tanaka · Japón Saken Bibossinov · Kazajistán                              |
| París 2024          | Hasanboy Doʻsmatov · Uzbekistán            | Billal Bennama · Francia                   | Yunior Alcántara Reyes · República Dominicana Daniel Varela de Pina · Cabo Verde |

#### Peso pluma
- 1904: 115–125 lb (52.2–56.7 kg)
- 1908: 116–126 lb (52.6–57.2 kg)
- 1920–1928: 118–126 lb (53.5–57.2 kg)
- 1932–1936: 119–126 lb (54.0–57.2 kg)
- 1948: –58 kg
- 1952–2008, desde 2020: –57 kg

| Edición          | Oro                                        | Plata                                      | Bronce                                                                |
| ---------------- | ------------------------------------------ | ------------------------------------------ | --------------------------------------------------------------------- |
| St. Louis 1904   | Oliver Kirk · Estados Unidos               | Frank Haller · Estados Unidos              | Frederick Gilmore · Estados Unidos                                    |
| Londres 1908     | Richard Gunn · Reino Unido                 | Charles Morris · Reino Unido               | Hugh Roddin · Reino Unido                                             |
| Estocolmo 1912   | Boxeo no incluido en el programa olímpico  | Boxeo no incluido en el programa olímpico  | Boxeo no incluido en el programa olímpico                             |
| Amberes 1920     | Paul Fritsch · Francia                     | Jean Gachet · Francia                      | Edoardo Garzena · Italia                                              |
| París 1924       | Jackie Fields · Estados Unidos             | Joseph Salas · Estados Unidos              | Pedro Quartucci · Argentina                                           |
| Ámsterdam 1928   | Bep van Klaveren · Países Bajos            | Víctor Peralta · Argentina                 | Harold Devine · Estados Unidos                                        |
| Los Ángeles 1932 | Carmelo Robledo · Argentina                | Josef Schleinkofer · Alemania              | Allan Carlsson · Suecia                                               |
| Berlín 1936      | Oscar Casanovas · Argentina                | Charles Catterall · Sudáfrica              | Josef Miner · Alemania                                                |
| Londres 1948     | Ernesto Formenti · Italia                  | Dennis Shepherd · Sudáfrica                | Aleksy Antkiewicz · Polonia                                           |
| Helsinki 1952    | Ján Zachara · Checoslovaquia               | Sergio Caprari · Italia                    | Leonard Leisching · Sudáfrica Joseph Ventaja · Francia                |
| Melbourne 1956   | Vladimir Safronov · Unión Soviética        | Thomas Nicholls · Reino Unido              | Pentti Hämäläinen · Finlandia Henryk Niedžwiedzki · Polonia           |
| Roma 1960        | Francesco Musso · Italia                   | Jerzy Adamski · Polonia                    | Jorma Limmonen · Finlandia William Meyers · Sudáfrica                 |
| Tokio 1964       | Stanislav Stepashkin · Unión Soviética     | Anthony Villanueva · Filipinas             | Charles Brown · Estados Unidos Heinz Schulz · Equipo Alemán Unificado |
| México 1968      | Antonio Roldán · México                    | Alberto Robinson · Estados Unidos          | Ivan Mihailov · Bulgaria Philip Waruinge · Kenia                      |
| Múnich 1972      | Boris Kuznetsov · Unión Soviética          | Philip Waruinge · Kenia                    | András Botos · Hungría Clemente Rojas · Colombia                      |
| Montreal 1976    | Ángel Herrera · Cuba                       | Richard Nowakowski · Alemania Oriental     | Leszek Kosedowski · Polonia Juan Paredes · México                     |
| Moscú 1980       | Rudi Fink · Alemania Oriental              | Adolfo Horta · Cuba                        | Krzysztof Kosedowski · Polonia Viktor Rybakov · Unión Soviética       |
| Los Ángeles 1984 | Meldrick Taylor · Estados Unidos           | Peter Konyegwachie · Nigeria               | Türgüt Aykaç · Turquía Omar Catarí · Venezuela                        |
| Seúl 1988        | Giovanni Parisi · Italia                   | Daniel Dumitrescu · Rumania                | Abdelhak Achik · Marruecos Lee Jae-Hyuk · Corea del Sur               |
| Barcelona 1992   | Andreas Tews · Alemania                    | Faustino Reyes · España                    | Ramaz Paliani · Equipo Unificado Hocine Soltani · Argelia             |
| Atlanta 1996     | Somluck Kamsing · Tailandia                | Serafim Todorov · Bulgaria                 | Pablo Chacón · Argentina Floyd Mayweather Jr. · Estados Unidos        |
| Sídney 2000      | Bekzat Sattarkhanov · Kazajistán           | Rocky Juarez · Estados Unidos              | Kamil Djamaloudinov · Rusia Tahar Tamsamani · Marruecos               |
| Atenas 2004      | Aleksei Tishchenko · Rusia                 | Kim Song-Guk · Corea del Norte             | Jo Seok-Hwan · Corea del Sur Vitali Tajbert · Alemania                |
| Beijing 2008     | Vasyl Lomachenko · Ucrania                 | Khedafi Djelkhir · Francia                 | Yakup Kılıç · Turquía Shahin Imranov · Azerbaiyán                     |
| 2012 – 2016      | Prueba no incluida en el programa olímpico | Prueba no incluida en el programa olímpico | Prueba no incluida en el programa olímpico                            |
| Tokio 2020       | Albert Batyrgaziev · ROC                   | Duke Ragan · Estados Unidos                | Samuel Takyi · Ghana Lázaro Álvarez · Cuba                            |
| París 2024       | Abdumalik Xalokov · Uzbekistán             | Munarbek Seiitbek Uulu · Kirguistán        | Charlie Senior · Australia Javier Ibáñez Díaz · Bulgaria              |

#### Peso ligero
- 1904: 125–135 lb (56.7–61.2 kg)
- 1908: 126–140 lb (57.2–63.5 kg)
- 1920–1936: 126–135 lb (57.2–61.2 kg)
- 1948: 58–62 kg
- 1952–2008: 57–60 kg
- 2012–2020: 56–63 kg
- 2024–presente: –63.5 kg

| Edición             | Oro                                       | Plata                                     | Bronce                                                           |
| ------------------- | ----------------------------------------- | ----------------------------------------- | ---------------------------------------------------------------- |
| St. Louis 1904      | Harry Spanjer · Estados Unidos            | Jack Eagan · Estados Unidos               | Russell van Horn · Estados Unidos                                |
| Londres 1908        | Frederick Grace · Reino Unido             | Frederick Spiller · Reino Unido           | Harry Johnson · Reino Unido                                      |
| Estocolmo 1912      | Boxeo no incluido en el programa olímpico | Boxeo no incluido en el programa olímpico | Boxeo no incluido en el programa olímpico                        |
| Amberes 1920        | Samuel Mosberg · Estados Unidos           | Gotfred Johansen · Dinamarca              | Clarence Newton · Canadá                                         |
| París 1924          | Hans Jacob Nielsen · Dinamarca            | Alfredo Copello · Argentina               | Frederick Boylstein · Estados Unidos                             |
| Ámsterdam 1928      | Carlo Orlandi · Italia                    | Stephen Halaiko · Estados Unidos          | Gunnar Berggren · Suecia                                         |
| Los Ángeles 1932    | Lawrence Stevens · Sudáfrica              | Thure Ahlqvist · Suecia                   | Nathan Bor · Estados Unidos                                      |
| Berlín 1936         | Imre Harangi · Hungría                    | Nikolai Stepulov · Estonia                | Erik Ågren · Suecia                                              |
| Londres 1948        | Gerald Dreyer · Sudáfrica                 | Joseph Vissers · Bélgica                  | Svend Wad · Dinamarca                                            |
| Helsinki 1952       | Aureliano Bolognesi · Italia              | Aleksy Antkiewicz · Polonia               | Gheorghe Fiat · Rumania Erkki Pakkanen · Finlandia               |
| Melbourne 1956      | Dick McTaggart · Reino Unido              | Harry Kurschat · Equipo Alemán Unificado  | Anthony Byrne · Irlanda Anatoly Lagetko · Unión Soviética        |
| Roma 1960           | Kazimierz Paździor · Polonia              | Sandro Lopopolo · Italia                  | Abel Laudonio · Argentina Dick McTaggart · Reino Unido           |
| Tokio 1964          | Józef Grudzień · Polonia                  | Velikton Barannikov · Unión Soviética     | Ronald Allen Harris · Estados Unidos Jim McCourt · Irlanda       |
| México 1968         | Ronald Harris · Estados Unidos            | Józef Grudzień · Polonia                  | Calistrat Cuțov · Rumania Zvonimir Vujin · Yugoslavia            |
| Múnich 1972         | Jan Szczepański · Polonia                 | László Orbán · Hungría                    | Samuel Mbugua · Kenia Alfonso Pérez · Colombia                   |
| Montreal 1976       | Howard Davis · Estados Unidos             | Simion Cuțov · Rumania                    | Ace Rusevski · Yugoslavia Vassily Solomin · Unión Soviética      |
| Moscú 1980          | Ángel Herrera · Cuba                      | Viktor Demyanenko · Unión Soviética       | Kazimierz Adach · Polonia Richard Nowakowski · Alemania Oriental |
| Los Ángeles 1984    | Pernell Whitaker · Estados Unidos         | Luis Ortiz Flores · Puerto Rico           | Chun Chil-Sung · Corea del Sur Martin Ndongo-Ebanga · Camerún    |
| Seúl 1988           | Andreas Zülow · Alemania Oriental         | George Cramne · Suecia                    | Romallis Ellis · Estados Unidos Nergüin Enkhbat · Mongolia       |
| Barcelona 1992      | Oscar De La Hoya · Estados Unidos         | Marco Rudolph · Alemania                  | Namjilyn Bayarsaikhan · Mongolia Hong Sung-Sik · Corea del Sur   |
| Atlanta 1996        | Hocine Soltani · Argelia                  | Toncho Tonchev · Bulgaria                 | Terrance Cauthen · Estados Unidos Leonard Doroftei · Rumania     |
| Sídney 2000         | Mario Kindelán · Cuba                     | Andri Kotelnyk · Ucrania                  | Cristián Bejarano · México Alexandr Maletin · Rusia              |
| Atenas 2004         | Mario Kindelán · Cuba                     | Amir Khan · Reino Unido                   | Murat Jrachov · Rusia Serik Yeleuov · Kazajistán                 |
| Beijing 2008        | Aleksei Tishchenko · Rusia                | Daouda Sow · Francia                      | Hrachik Javakhyan · Armenia Yordenis Ugás · Cuba                 |
| Londres 2012        | Vasyl Lomachenko · Ucrania                | Han Soon-Chul · Corea del Sur             | Evaldas Petrauskas · Lituania Yasniel Toledo · Cuba              |
| Río de Janeiro 2016 | Robson Conceição · Brasil                 | Sofiane Oumiha · Francia                  | Lázaro Álvarez · Cuba Dorjnyambuugiin Otgondalai · Mongolia      |
| Tokio 2020          | Andy Cruz · Cuba                          | Keyshawn Davis · Estados Unidos           | Hovhannes Bachkov · Armenia Harry Garside · Australia            |
| París 2024          | Erislandy Álvarez · Cuba                  | Sofiane Oumiha · Francia                  | Wyatt Sanford · Canadá Lasha Guruli · Georgia                    |

#### Peso wélter
- 1904: 135–145 lb (61.2–65.8 kg)
- 1920–1936: 135–147 lb (61.2–66.7 kg)
- 1948: 62–67 kg
- 1952–2000: 63.5–67 kg
- 2004–2020: 64–69 kg
- 2024–presente: –71 kg

| Edición             | Oro                                        | Plata                                      | Bronce                                                               |
| ------------------- | ------------------------------------------ | ------------------------------------------ | -------------------------------------------------------------------- |
| St. Louis 1904      | Albert Young · Estados Unidos              | Harry Spanjer · Estados Unidos             | Joseph Lydon · Estados Unidos                                        |
| Londres 1908        | Prueba no incluida en el programa olímpico | Prueba no incluida en el programa olímpico | Prueba no incluida en el programa olímpico                           |
| Estocolmo 1912      | Boxeo no incluido en el programa olímpico  | Boxeo no incluido en el programa olímpico  | Boxeo no incluido en el programa olímpico                            |
| Amberes 1920        | Bert Schneider · Canadá                    | Alexander Ireland · Reino Unido            | Frederick Colberg · Estados Unidos                                   |
| París 1924          | Jean Delarge · Bélgica                     | Héctor Méndez · Argentina                  | Douglas Lewis · Canadá                                               |
| Ámsterdam 1928      | Ted Morgan · Nueva Zelanda                 | Raúl Landini · Argentina                   | Raymond Smillie · Canadá                                             |
| Los Ángeles 1932    | Edward Flynn · Estados Unidos              | Erich Campe · Alemania                     | Bruno Ahlberg · Finlandia                                            |
| Berlín 1936         | Sten Suvio · Finlandia                     | Michael Murach · Alemania                  | Gerhard Pedersen · Dinamarca                                         |
| Londres 1948        | Július Torma · Checoslovaquia              | Hank Herring · Estados Unidos              | Alessandro D'Ottavio · Italia                                        |
| Helsinki 1952       | Zygmunt Chychła · Polonia                  | Sergei Scherbakov · Unión Soviética        | Günther Heidemann · Alemania Victor Jörgensen · Dinamarca            |
| Melbourne 1956      | Nicolae Linca · Rumania                    | Frederick Tiedt · Irlanda                  | Nicholas Gargano · Reino Unido Kevin Hogarth · Australia             |
| Roma 1960           | Nino Benvenuti · Italia                    | Yuri Radoniak · Unión Soviética            | Leszek Drogosz · Polonia Jimmy Lloyd · Reino Unido                   |
| Tokio 1964          | Marian Kasprzyk · Polonia                  | Ričardas Tamulis · Unión Soviética         | Silvano Bertini · Italia Pertti Purhonen · Finlandia                 |
| México 1968         | Manfred Wolke · Alemania Oriental          | Joseph Bessala · Camerún                   | Mario Guilloti · Argentina Vladimir Musalimov · Unión Soviética      |
| Múnich 1972         | Emilio Correa · Cuba                       | János Kajdi · Hungría                      | Dick Murunga · Kenia Jesse Valdez · Estados Unidos                   |
| Montreal 1976       | Jochen Bachfeld · Alemania Oriental        | Pedro Gamarro · Venezuela                  | Reinhard Skricek · Alemania Occidental Victor Zilberman · Rumania    |
| Moscú 1980          | Andrés Aldama · Cuba                       | John Mugabi · Uganda                       | Karl-Heinz Krüger · Alemania Oriental Kazimierz Szczerba · Polonia   |
| Los Ángeles 1984    | Mark Breland · Estados Unidos              | An Young-Su · Corea del Sur                | Luciano Bruno · Italia Joni Nyman · Finlandia                        |
| Seúl 1988           | Robert Wangila · Kenia                     | Laurent Boudouani · Francia                | Jan Dydak · Polonia Kenneth Gould · Estados Unidos                   |
| Barcelona 1992      | Michael Carruth · Irlanda                  | Juan Hernández Sierra · Cuba               | Aníbal Acevedo · Puerto Rico Arkhom Chenglai · Tailandia             |
| Atlanta 1996        | Oleg Saitov · Rusia                        | Juan Hernández Sierra · Cuba               | Daniel Santos · Puerto Rico Marian Simion · Rumania                  |
| Sídney 2000         | Oleg Saitov · Rusia                        | Serhi Dotsenko · Ucrania                   | Vitalie Grușac · Moldavia Dorel Simion · Rumania                     |
| Atenas 2004         | Bakhtiyar Artayev · Kazajistán             | Lorenzo Aragón · Cuba                      | Kim Jung-Joo · Corea del Sur Oleg Saitov · Rusia                     |
| Beijing 2008        | Bakhyt Sarsekbayev · Kazajistán            | Carlos Banteaux · Cuba                     | Hanati Silamu · República Popular China Kim Jung-Joo · Corea del Sur |
| Londres 2012        | Serik Sapiyev · Kazajistán                 | Fred Evans · Reino Unido                   | Taras Shelestyuk · Ucrania Andrey Zamkovoy · Rusia                   |
| Río de Janeiro 2016 | Daniyar Yeleussinov · Kazajistán           | Shakhram Giyasov · Uzbekistán              | Mohammed Rabii · Marruecos Souleymane Cissokho · Francia             |
| Tokio 2020          | Roniel Iglesias · Cuba                     | Pat McCormack · Reino Unido                | Aidan Walsh · Irlanda Andrey Zamkovoy · ROC                          |
| París 2024          | Asadkhuja Muydinkhujaev · Uzbekistán       | Marco Verde · México                       | Omari Jones · Estados Unidos Lewis Richardson · Reino Unido          |

#### Peso mediano
- 1904: 145–158 lb (65.8–71.7 kg)
- 1908: 140–158 lb (63.5–71.7 kg)
- 1920–1936: 147–160 lb (66.7–72.6 kg)
- 1948: 67–73 kg
- 1952–2000: 71–75 kg
- 2004–2020: 69–75 kg
- 2024–presente: –80 kg

| Edición             | Oro                                       | Plata                                     | Bronce                                                            |
| ------------------- | ----------------------------------------- | ----------------------------------------- | ----------------------------------------------------------------- |
| St. Louis 1904      | Charles Mayer · Estados Unidos            | Benjamin Spradley · Estados Unidos        | medalla no otorgada                                               |
| Londres 1908        | John Douglas · Reino Unido                | Reginald Baker · Australasia              | William Philo · Reino Unido                                       |
| Estocolmo 1912      | Boxeo no incluido en el programa olímpico | Boxeo no incluido en el programa olímpico | Boxeo no incluido en el programa olímpico                         |
| Amberes 1920        | Harry Mallin · Reino Unido                | Georges Prud'Homme · Canadá               | Moe Herscovitch · Canadá                                          |
| París 1924          | Harry Mallin · Reino Unido                | John Elliott · Reino Unido                | Joseph Jules Beecken · Bélgica                                    |
| Ámsterdam 1928      | Piero Toscani · Italia                    | Jan Heřmánek · Checoslovaquia             | Leonard Steyaert · Bélgica                                        |
| Los Ángeles 1932    | Carmen Barth · Estados Unidos             | Amado Azar · Argentina                    | Ernest Peirce · Sudáfrica                                         |
| Berlín 1936         | Jean Despeaux · Francia                   | Henry Tiller · Noruega                    | Raúl Villarreal · Argentina                                       |
| Londres 1948        | László Papp · Hungría                     | John Wright · Reino Unido                 | Ivano Fontana · Italia                                            |
| Helsinki 1952       | Floyd Patterson · Estados Unidos          | Vasile Tiță · Rumania                     | Boris Nikolov · Bulgaria Stig Sjölin · Suecia                     |
| Melbourne 1956      | Gennadiy Shatkov · Unión Soviética        | Ramón Tapia · Chile                       | Gilbert Chapron · Francia Víctor Zalazar · Argentina              |
| Roma 1960           | Edward Crook · Estados Unidos             | Tadeusz Walasek · Polonia                 | Yevgeny Feofanov · Unión Soviética Ion Monea · Rumania            |
| Tokio 1964          | Valeri Popenchenko · Unión Soviética      | Emil Schulz · Equipo Alemán Unificado     | Franco Valle · Italia Tadeusz Walasek · Polonia                   |
| México 1968         | Chris Finnegan · Reino Unido              | Alexei Kiseliov · Unión Soviética         | Alfred Jones · Estados Unidos Agustín Zaragoza · México           |
| Múnich 1972         | Vyacheslav Lemeshev · Unión Soviética     | Reima Virtanen · Finlandia                | Prince Amartey · Ghana Marvin Johnson · Estados Unidos            |
| Montreal 1976       | Michael Spinks · Estados Unidos           | Rufat Riskiyev · Unión Soviética          | Luis Felipe Martínez · Cuba Alec Năstac · Rumania                 |
| Moscú 1980          | José Gómez Mustelier · Cuba               | Viktor Savchenko · Unión Soviética        | Jerzy Rybicki · Polonia Valentin Silaghi · Rumania                |
| Los Ángeles 1984    | Shin Joon-Sup · Corea del Sur             | Virgil Hill · Estados Unidos              | Aristides González · Puerto Rico Mohamed Zaoui · Argelia          |
| Seúl 1988           | Henry Maske · Alemania Oriental           | Egerton Marcus · Canadá                   | Christopher Sande · Kenia Hussain Shah Syed · Pakistán            |
| Barcelona 1992      | Ariel Hernández Azcuy · Cuba              | Chris Byrd · Estados Unidos               | Chris Johnson · Canadá Lee Seung-Bae · Corea del Sur              |
| Atlanta 1996        | Ariel Hernández Azcuy · Cuba              | Malik Beyleroğlu · Turquía                | Mohamed Bahari · Argelia Rhoshii Wells · Estados Unidos           |
| Sídney 2000         | Jorge Gutiérrez Espinosa · Cuba           | Gaydarbek Gaydarbekov · Rusia             | Vugar Alakbarov · Azerbaiyán Zsolt Erdei · Hungría                |
| Atenas 2004         | Gaydarbek Gaydarbekov · Rusia             | Gennady Golovkin · Kazajistán             | Andre Dirrell · Estados Unidos Suriya Prasathinphimai · Tailandia |
| Beijing 2008        | James DeGale · Reino Unido                | Emilio Correa · Cuba                      | Darren Sutherland · Irlanda Vijender Singh · India                |
| Londres 2012        | Ryōta Murata · Japón                      | Esquiva Falcão · Brasil                   | Anthony Ogogo · Reino Unido Abbos Atoev · Uzbekistán              |
| Río de Janeiro 2016 | Arlen López · Cuba                        | Bektemir Melikuziev · Uzbekistán          | Kamran Shakhsuvarly · Azerbaiyán Misael Rodríguez · México        |
| Tokio 2020          | Hebert Conceição · Brasil                 | Oleksandr Khyzhniak · Ucrania             | Eumir Marcial · Filipinas Gleb Bakshi · ROC                       |
| París 2024          | Oleksandr Khyzhniak · Ucrania             | Nurbek Oralbay · Kazajistán               | Cristian Javier Pinales · República Dominicana Arlen López · Cuba |

#### Peso pesado
- 1904–1908: sobre 158 lb (71.7 kg)
- 1920–1936: sobre 175 lb (79.4 kg)
- 1948: sobre 80 kg
- 1952–1980: sobre 81 kg
- 1984–2020: 81–91 kg
- 2024 : –92 kg

| Edición             | Oro                                       | Plata                                     | Bronce                                                                 |
| ------------------- | ----------------------------------------- | ----------------------------------------- | ---------------------------------------------------------------------- |
| St. Louis 1904      | Samuel Berger · Estados Unidos            | Charles Mayer · Estados Unidos            | William Michaels · Estados Unidos                                      |
| Londres 1908        | Albert Oldman · Reino Unido               | Sydney Evans · Reino Unido                | Frederick Parks · Reino Unido                                          |
| Estocolmo 1912      | Boxeo no incluido en el programa olímpico | Boxeo no incluido en el programa olímpico | Boxeo no incluido en el programa olímpico                              |
| Amberes 1920        | Ronald Rawson · Reino Unido               | Søren Petersen · Dinamarca                | Albert Eluère · Francia                                                |
| París 1924          | Otto von Porat · Noruega                  | Søren Petersen · Dinamarca                | Alfredo Porzio · Argentina                                             |
| Ámsterdam 1928      | Arturo Rodríguez · Argentina              | Nils Ramm · Suecia                        | Michael Michaelsen · Dinamarca                                         |
| Los Ángeles 1932    | Santiago Alberto Lovell · Argentina       | Luigi Rovati · Italia                     | Frederick Feary · Estados Unidos                                       |
| Berlín 1936         | Herbert Runge · Alemania                  | Guillermo Lovell · Argentina              | Erling Nilsen · Noruega                                                |
| Londres 1948        | Rafael Iglesias · Argentina               | Gunnar Nilsson · Suecia                   | John Arthur · Sudáfrica                                                |
| Helsinki 1952       | Edward Sanders · Estados Unidos           | Ingemar Johansson · Suecia                | Ilkka Koski · Finlandia Andries Nieman · Sudáfrica                     |
| Melbourne 1956      | Pete Rademacher · Estados Unidos          | Lev Mukhin · Unión Soviética              | Daniel Bekker · Sudáfrica Giacomo Bozzano · Italia                     |
| Roma 1960           | Franco De Piccoli · Italia                | Daniel Bekker · Sudáfrica                 | Josef Němec · Checoslovaquia Günter Siegmund · Equipo Alemán Unificado |
| Tokio 1964          | Joe Frazier · Estados Unidos              | Hans Huber · Equipo Alemán Unificado      | Giuseppe Ros · Italia Vadim Yemelyanov · Unión Soviética               |
| México 1968         | George Foreman · Estados Unidos           | Jonas Čepulis · Unión Soviética           | Giorgio Bambini · Italia Joaquín Rocha · México                        |
| Múnich 1972         | Teófilo Stevenson · Cuba                  | Ion Alexe · Rumania                       | Peter Hussing · Alemania Occidental Hasse Thomsén · Suecia             |
| Montreal 1976       | Teófilo Stevenson · Cuba                  | Mircea Şimon · Rumania                    | Clarence Hill · Bermudas John Tate · Estados Unidos                    |
| Moscú 1980          | Teófilo Stevenson · Cuba                  | Pyotr Zayev · Unión Soviética             | Jürgen Fanghänel · Alemania Oriental István Lévai · Hungría            |
| Los Ángeles 1984    | Henry Tillman · Estados Unidos            | Willie DeWit · Canadá                     | Angelo Musone · Italia Arnold Vanderlyde · Países Bajos                |
| Seúl 1988           | Ray Mercer · Estados Unidos               | Baik Hyun-Man · Corea del Sur             | Andrzej Gołota · Polonia Arnold Vanderlyde · Países Bajos              |
| Barcelona 1992      | Félix Savón · Cuba                        | David Izonritei · Nigeria                 | David Tua · Nueva Zelanda Arnold Vanderlyde · Países Bajos             |
| Atlanta 1996        | Félix Savón · Cuba                        | David Defiagbon · Canadá                  | Nate Jones · Estados Unidos Luan Krasniqi · Alemania                   |
| Sídney 2000         | Félix Savón · Cuba                        | Sultan Ibragimov · Rusia                  | Vladimer Chanturia · Georgia Sebastian Köber · Alemania                |
| Atenas 2004         | Odlanier Solís · Cuba                     | Viktor Zuyev · Bielorrusia                | Mohamed Elsayed · Egipto Naser Al Shami · Siria                        |
| Beijing 2008        | Rakhim Chakhkiev · Rusia                  | Clemente Russo · Italia                   | Osmay Acosta · Cuba Deontay Wilder · Estados Unidos                    |
| Londres 2012        | Oleksandr Usyk · Ucrania                  | Clemente Russo · Italia                   | Tervel Pulev · Bulgaria Teymur Mammadov · Azerbaiyán                   |
| Río de Janeiro 2016 | Evgeny Tishchenko · Rusia                 | Vasiliy Levit · Kazajistán                | Erislandy Savón · Cuba Rustam Tulaganov · Uzbekistán                   |
| Tokio 2020          | Julio César La Cruz · Cuba                | Muslim Gadzhimagomedov · ROC              | David Nyika · Nueva Zelanda Abner Teixeira · Brasil                    |
| París 2024          | Lazizbek Mullojonov · Uzbekistán          | Loren Alfonso · Azerbaiyán                | Enmanuel Reyes Pla · España Davlat Boltayev · Tayikistán               |

#### Peso superpesado
- 1984–2020: +91 kg
- 2024 : +92 kg

| Edición             | Oro                           | Plata                                  | Bronce                                                                  |
| ------------------- | ----------------------------- | -------------------------------------- | ----------------------------------------------------------------------- |
| Los Ángeles 1984    | Tyrell Biggs · Estados Unidos | Francesco Damiani · Italia             | Aziz Salihu · Yugoslavia Robert Wells · Reino Unido                     |
| Seúl 1988           | Lennox Lewis · Canadá         | Riddick Bowe · Estados Unidos          | Alexandr Miroshnichenko · Unión Soviética Janusz Zarenkiewicz · Polonia |
| Barcelona 1992      | Roberto Balado · Cuba         | Richard Igbineghu · Nigeria            | Svilen Rusinov · Bulgaria Brian Nielsen · Dinamarca                     |
| Atlanta 1996        | Wladimir Klitschko · Ucrania  | Paea Wolfgram · Tonga                  | Alexei Lezin · Rusia Duncan Dokiwari · Nigeria                          |
| Sídney 2000         | Audley Harrison · Reino Unido | Mukhtarkhan Dildabekov · Kazajistán    | Paolo Vidoz · Italia Rustam Saidov · Uzbekistán                         |
| Atenas 2004         | Alexander Povetkin · Rusia    | Mohamed Aly · Egipto                   | Michel López Núñez · Cuba Roberto Cammarelle · Italia                   |
| Beijing 2008        | Roberto Cammarelle · Italia   | Zhang Zhilei · República Popular China | Vyacheslav Glazkov · Ucrania David Price · Reino Unido                  |
| Londres 2012        | Anthony Joshua · Reino Unido  | Roberto Cammarelle · Italia            | Ivan Dychko · Kazajistán Magomedrasul Majidov · Azerbaiyán              |
| Río de Janeiro 2016 | Tony Yoka · Francia           | Joe Joyce · Reino Unido                | Filip Hrgović · Croacia Ivan Dychko · Kazajistán                        |
| Tokio 2020          | Bakhodir Jalolov · Uzbekistán | Richard Torrez · Estados Unidos        | Frazer Clarke · Reino Unido Kamshybek Kunkabayev · Kazajistán           |
| París 2024          | Bahodir Jalolov · Uzbekistán  | Ayoub Ghadfa · España                  | Nelvie Tiafack · Alemania Djamili-Dini Aboudou-Moindze · Francia        |

### Categorías descontinuadas

#### Peso minimosca
- 1968–2008: hasta 48 kg.
- 2012–2016: hasta 49 kg.

| Edición             | Oro                                   | Plata                             | Bronce                                                       |
| ------------------- | ------------------------------------- | --------------------------------- | ------------------------------------------------------------ |
| México 1968         | Francisco Rodríguez · Venezuela       | Jee Yong-ju · Corea del Sur       | Harlan Marbley · Estados Unidos Hubert Skrzypczak · Polonia  |
| Múnich 1972         | György Gedó · Hungría                 | Kim U-Gil · Corea del Norte       | Ralph Evans · Reino Unido Enrique Rodríguez · España         |
| Montreal 1976       | Jorge Hernández Padrón · Cuba         | Ri Byong-Uk · Corea del Norte     | Orlando Maldonado · Puerto Rico Payao Pooltarat · Tailandia  |
| Moscú 1980          | Shamil Sabirov · Unión Soviética      | Hipólito Ramos · Cuba             | Ismail Mustafov · Bulgaria Lee Byong-Uk · Corea del Norte    |
| Los Ángeles 1984    | Paul Gonzales · Estados Unidos        | Salvatore Todisco · Italia        | Marcelino Bolívar · Venezuela Keith Mwila · Zambia           |
| Seúl 1988           | Ivailo Marinov · Bulgaria             | Michael Carbajal · Estados Unidos | Róbert Isaszegi · Hungría Leopoldo Serrantes · Filipinas     |
| Barcelona 1992      | Rogelio Marcelo · Cuba                | Daniel Petrov · Bulgaria          | Jan Quast · Alemania Roel Velasco · Filipinas                |
| Atlanta 1996        | Daniel Petrov · Bulgaria              | Mansueto Velasco · Filipinas      | Oleg Kiryukhin · Ucrania Rafael Lozano · España              |
| Sídney 2000         | Brahim Asloum · Francia               | Rafael Lozano · España            | Kim Un-chol · Corea del Norte Maikro Romero · Cuba           |
| Atenas 2004         | Yan Bartelemí Varela · Cuba           | Atagün Yalçınkaya · Turquía       | Zou Shiming · República Popular China Sergey Kazakov · Rusia |
| Beijing 2008        | Zou Shiming · República Popular China | Pürevdorjiin Serdamba · Mongolia  | Paddy Barnes · Irlanda Yampier Hernández · Cuba              |
| Londres 2012        | Zou Shiming · República Popular China | Kaeo Pongprayoon · Tailandia      | Paddy Barnes · Irlanda David Ayrapetyan · Rusia              |
| Río de Janeiro 2016 | Hasanboy Dusmatov · Uzbekistán        | Yuberjén Martínez · Colombia      | Joahnys Argilagos · Cuba Nico Hernández · Estados Unidos     |

#### Peso gallo
- 1904: 105–115 lb (47.6–52.2 kg)
- 1908: up to 116 lb (52.6 kg)
- 1920–1928: 112–118 lb (50.8–53.5 kg)
- 1932–1936: 112–119 lb (50.8–54.0 kg)
- 1948–2008: 51–54 kg
- 2012–2016: 52–56 kg

| Edición             | Oro                                         | Plata                                     | Bronce                                                           |
| ------------------- | ------------------------------------------- | ----------------------------------------- | ---------------------------------------------------------------- |
| St. Louis 1904      | Oliver Kirk · Estados Unidos                | George Finnegan · Estados Unidos          | medalla no entregada                                             |
| Londres 1908        | Henry Thomas · Reino Unido                  | John Condon · Reino Unido                 | William Webb · Reino Unido                                       |
| Estocolmo 1912      | Boxeo no incluido en el programa olímpico   | Boxeo no incluido en el programa olímpico | Boxeo no incluido en el programa olímpico                        |
| Amberes 1920        | Clarence Walker · Sudáfrica                 | Clifford Graham · Canadá                  | George McKenzie · Reino Unido                                    |
| París 1924          | William Smith · Sudáfrica                   | Salvatore Tripoli · Estados Unidos        | Jean Ces · Francia                                               |
| Ámsterdam 1928      | Vittorio Tamagnini · Italia                 | John Daley · Estados Unidos               | Harry Isaacs · Sudáfrica                                         |
| Los Ángeles 1932    | Horace Gwynne · Canadá                      | Hans Ziglarski · Alemania                 | José Villanueva · Filipinas                                      |
| Berlín 1936         | Ulderico Sergo · Italia                     | Jack Wilson · Estados Unidos              | Fidel Ortiz · México                                             |
| Londres 1948        | Tibor Csík · Hungría                        | Giovanni Battista Zuddas · Italia         | Juan Evangelista Venegas · Puerto Rico                           |
| Helsinki 1952       | Pentti Hämäläinen · Finlandia               | John McNally · Irlanda                    | Gennady Garbuzov · Unión Soviética Kang Joon-Ho · Corea del Sur  |
| Melbourne 1956      | Wolfgang Behrendt · Equipo Alemán Unificado | Song Soon-Chun · Corea del Sur            | Claudio Barrientos · Chile Frederick Gilroy · Irlanda            |
| Roma 1960           | Oleg Grigoryev · Unión Soviética            | Primo Zamparini · Italia                  | Brunon Bendig · Polonia Oliver Taylor · Australia                |
| Tokio 1964          | Takao Sakurai · Japón                       | Chung Shin-Cho · Corea del Sur            | Juan Fabila Mendoza · México Washington Rodríguez · Uruguay      |
| México 1968         | Valerian Sokolov · Unión Soviética          | Eridari Mukwanga · Uganda                 | Chang Kyou-Chul · Corea del Sur Eiji Morioka · Japón             |
| Múnich 1972         | Orlando Martínez Romero · Cuba              | Alfonso Zamora · México                   | Ricardo Carreras · Estados Unidos George Turpin · Reino Unido    |
| Montreal 1976       | Ku Yong-jo · Corea del Norte                | Charles Mooney · Estados Unidos           | Patrick Cowdell · Reino Unido Viktor Rybakov · Unión Soviética   |
| Moscú 1980          | Juan Bautista Hernández Pérez · Cuba        | Bernardo Pinango · Venezuela              | Michael Anthony · Guyana Dumitru Cipere · Rumania                |
| Los Ángeles 1984    | Maurizio Stecca · Italia                    | Héctor López Colín · México               | Pedro Julio Nolasco · República Dominicana Dale Walters · Canadá |
| Seúl 1988           | Kennedy McKinney · Estados Unidos           | Aleksandar Khristov · Bulgaria            | Phajol Moolsan · Tailandia Jorge Julio Rocha · Colombia          |
| Barcelona 1992      | Joel Casamayor · Cuba                       | Wayne McCullough · Irlanda                | Mohammed Achik · Marruecos Li Gwang-Sik · Corea del Norte        |
| Atlanta 1996        | István Kovács · Hungría                     | Arnaldo Mesa · Cuba                       | Vichairachanon Khadpo · Tailandia Raimkul Malajbekov · Rusia     |
| Sídney 2000         | Guillermo Rigondeaux · Cuba                 | Raimkul Malajbekov · Rusia                | Serhi Danylchenko · Ucrania Clarence Vinson · Estados Unidos     |
| Atenas 2004         | Guillermo Rigondeaux · Cuba                 | Worapoj Petchkoom · Tailandia             | Aghasi Mammadov · Azerbaiyán Bahodirjon Sultonov · Uzbekistán    |
| Beijing 2008        | Enkhbatyn Badar-Uugan · Mongolia            | Yankiel León Alarcón · Cuba               | Bruno Julie · Mauricio Veaceslav Gojan · Moldavia                |
| Londres 2012        | Luke Campbell · Reino Unido                 | John Joe Nevin · Irlanda                  | Lázaro Álvarez · Cuba Satoshi Shimizu · Japón                    |
| Río de Janeiro 2016 | Robeisy Ramírez · Cuba                      | Shakur Stevenson · Estados Unidos         | Vladimir Nikitin · Rusia Murodjon Akhmadaliev · Uzbekistán       |

#### Peso welter ligero
- 1952–2000: 60–63.5 kg
- 2004–2016: 60–64 kg

| Edición             | Oro                                      | Plata                              | Bronce                                                              |
| ------------------- | ---------------------------------------- | ---------------------------------- | ------------------------------------------------------------------- |
| Helsinki 1952       | Charles Adkins · Estados Unidos          | Viktor Mednov · Unión Soviética    | Erkki Mallenius · Finlandia Bruno Visintin · Italia                 |
| Melbourne 1956      | Vladimir Yengibaryan · Unión Soviética   | Franco Nenci · Italia              | Constantin Dumitrescu · Rumania Henry Loubscher · Sudáfrica         |
| Roma 1960           | Bohumil Němeček · Checoslovaquia         | Clement Quartey · Ghana            | Quincey Daniels · Estados Unidos Marian Kasprzyk · Polonia          |
| Tokio 1964          | Jerzy Kulej · Polonia                    | Yevgeny Frolov · Unión Soviética   | Eddie Blay · Ghana Habib Galhia · Túnez                             |
| México 1968         | Jerzy Kulej · Polonia                    | Enrique Requeiferos · Cuba         | Arto Nilsson · Finlandia James Wallington · Estados Unidos          |
| Múnich 1972         | Sugar Ray Seales · Estados Unidos        | Angel Angelov · Bulgaria           | Issaka Daborg · Níger Zvonimir Vujin · Yugoslavia                   |
| Montreal 1976       | Sugar Ray Leonard · Estados Unidos       | Andrés Aldama · Cuba               | Vladimir Kolev · Bulgaria Kazimierz Szczerba · Polonia              |
| Moscú 1980          | Patrizio Oliva · Italia                  | Serik Konakbayev · Unión Soviética | José Aguilar · Cuba Tony Willis · Reino Unido                       |
| Los Ángeles 1984    | Jerry Page · Estados Unidos              | Dhawee Umponmaha · Tailandia       | Mircea Fulger · Rumania Mirko Puzović · Yugoslavia                  |
| Seúl 1988           | Vyacheslav Yanovskiy · Unión Soviética   | Grahame Cheney · Australia         | Reiner Gies · Alemania Occidental Lars Myrberg · Suecia             |
| Barcelona 1992      | Héctor Vinent · Cuba                     | Mark Leduc · Canadá                | Leonard Doroftei · Rumania Jyri Kjäll · Finlandia                   |
| Atlanta 1996        | Héctor Vinent · Cuba                     | Oktay Urkal · Alemania             | Fethi Missaoui · Túnez Bolat Niyazymbetov · Kazajistán              |
| Sídney 2000         | Muhammadqodir Abdullayev · Uzbekistán    | Ricardo Williams · Estados Unidos  | Mohamed Allalou · Argelia Diógenes Luña · Cuba                      |
| Atenas 2004         | Manus Boonjumnong · Tailandia            | Yudel Johnson Cedeno · Cuba        | Boris Georgiev · Bulgaria Ionuţ Gheorghe · Rumania                  |
| Beijing 2008        | Manuel Félix Díaz · República Dominicana | Manus Boonjumnong · Tailandia      | Roniel Iglesias · Cuba Alexis Vastine · Francia                     |
| Londres 2012        | Roniel Iglesias · Cuba                   | Denys Berinchyk · Ucrania          | Vincenzo Mangiacapre · Italia Uranchimegiin Mönkh-Erdene · Mongolia |
| Río de Janeiro 2016 | Fazliddin Gaibnazarov · Uzbekistán       | Lorenzo Sotomayor · Azerbaiyán     | Artem Harutyunyan · Alemania Vitali Dunaitsev · Rusia               |

#### Peso mediano ligero
- 1952-2000: 67–71 kg

| Edición          | Oro                                   | Plata                               | Bronce                                                             |
| ---------------- | ------------------------------------- | ----------------------------------- | ------------------------------------------------------------------ |
| Helsinki 1952    | László Papp · Hungría                 | Theunis van Schalkwyk · Sudáfrica   | Eladio Herrera · Argentina Boris Tishin · Unión Soviética          |
| Melbourne 1956   | László Papp · Hungría                 | José Torres · Estados Unidos        | John McCormack · Reino Unido Zbigniew Pietrzykowski · Polonia      |
| Roma 1960        | Wilbert McClure · Estados Unidos      | Carmelo Bossi · Italia              | William Fisher · Reino Unido Boris Lagutin · Unión Soviética       |
| Tokio 1964       | Boris Lagutin · Unión Soviética       | Joseph Gonzales · Francia           | Józef Grzesiak · Polonia Nojim Maiyegun · Nigeria                  |
| México 1968      | Boris Lagutin · Unión Soviética       | Rolando Garbey · Cuba               | John Baldwin · Estados Unidos Günther Meier · Alemania Occidental  |
| Múnich 1972      | Dieter Kottysch · Alemania Occidental | Wiesław Rudkowski · Polonia         | Alan Minter · Reino Unido Peter Tiepold · Alemania Oriental        |
| Montreal 1976    | Jerzy Rybicki · Polonia               | Tadija Kačar · Yugoslavia           | Rolando Garbey · Cuba Viktor Savchenko · Unión Soviética           |
| Moscú 1980       | Armando Martínez Limendu · Cuba       | Aleksandr Koshkyn · Unión Soviética | Ján Franek · Checoslovaquia Detlef Kästner · Alemania Oriental     |
| Los Ángeles 1984 | Frank Tate · Estados Unidos           | Shawn O'Sullivan · Canadá           | Christophe Tiozzo · Francia Manfred Zielonka · Alemania Occidental |
| Seúl 1988        | Park Si-Hun · Corea del Sur           | Roy Jones, Jr. · Estados Unidos     | Ray Downey · Canadá Richie Woodhall · Reino Unido                  |
| Barcelona 1992   | Juan Carlos Lemus · Cuba              | Orhan Delibaş · Países Bajos        | György Mizsei · Hungría Robin Reid · Reino Unido                   |
| Atlanta 1996     | David Reid · Estados Unidos           | Alfredo Duvergel · Cuba             | Yermakhan Ibraimov · Kazajistán Karim Tulaganov · Uzbekistán       |
| Sídney 2000      | Yermakhan Ibraimov · Kazajistán       | Marian Simion · Rumania             | Jermain Taylor · Estados Unidos Pornchai Thongburan · Tailandia    |

#### Peso semipesado
- 1920–1936: 160–175 lb (72.6–79.4 kg)
- 1948: 73–80 kg
- 1952–presente: 75–81 kg

| Edición             | Oro                                      | Plata                                   | Bronce                                                         |
| ------------------- | ---------------------------------------- | --------------------------------------- | -------------------------------------------------------------- |
| Amberes 1920        | Eddie Eagan · Estados Unidos             | Sverre Sørsdal · Noruega                | Harold Franks · Reino Unido                                    |
| París 1924          | Harry Mitchell · Reino Unido             | Thyge Petersen · Dinamarca              | Sverre Sørsdal · Noruega                                       |
| Ámsterdam 1928      | Víctor Avendaño · Argentina              | Ernst Pistulla · Alemania               | Karel Miljon · Países Bajos                                    |
| Los Ángeles 1932    | David Carstens · Sudáfrica               | Gino Rossi · Italia                     | Peter Jørgensen · Dinamarca                                    |
| Berlín 1936         | Roger Michelot · Francia                 | Richard Vogt · Alemania                 | Francisco Resiglione · Argentina                               |
| Londres 1948        | George Hunter · Sudáfrica                | Donald Scott · Reino Unido              | Mauro Cía · Argentina                                          |
| Helsinki 1952       | Norvel Lee · Estados Unidos              | Antonio Pacenza · Argentina             | Anatoly Perov · Unión Soviética Harry Siljander · Finlandia    |
| Melbourne 1956      | James Boyd · Estados Unidos              | Gheorghe Negrea · Rumania               | Carlos Lucas · Chile Romualdas Murauskas · Unión Soviética     |
| Roma 1960           | Cassius Clay · Estados Unidos            | Zbigniew Pietrzykowski · Polonia        | Anthony Madigan · Australia Giulio Saraudi · Italia            |
| Tokio 1964          | Cosimo Pinto · Italia                    | Alexei Kiseliov · Unión Soviética       | Alexander Nikolov · Bulgaria Zbigniew Pietrzykowski · Polonia  |
| México 1968         | Danas Pozniakas · Unión Soviética        | Ion Monea · Rumania                     | Stanisław Dragan · Polonia Georgi Stankov · Bulgaria           |
| Múnich 1972         | Mate Parlov · Yugoslavia                 | Gilberto Carrillo · Cuba                | Janusz Gortat · Polonia Isaac Ikhouria · Nigeria               |
| Montreal 1976       | Leon Spinks · Estados Unidos             | Sixto Soria · Cuba                      | Kostica Dafinoiu · Rumania Janusz Gortat · Polonia             |
| Moscú 1980          | Slobodan Kačar · Yugoslavia              | Paweł Skrzecz · Polonia                 | Herbert Bauch · Alemania Oriental Ricardo Rojas · Cuba         |
| Los Ángeles 1984    | Anton Josipović · Yugoslavia             | Kevin Barry · Nueva Zelanda             | Evander Holyfield · Estados Unidos Mustapha Moussa · Argelia   |
| Seúl 1988           | Andrew Maynard · Estados Unidos          | Nurmagomed Shanavazov · Unión Soviética | Henryk Petrich · Polonia Damir Škaro · Yugoslavia              |
| Barcelona 1992      | Torsten May · Alemania                   | Rostyslav Zaulychny · Equipo Unificado  | Wojciech Bartnik · Polonia Zoltán Béres · Hungría              |
| Atlanta 1996        | Vassiliy Jirov · Kazajistán              | Lee Seung-Bae · Corea del Sur           | Antonio Tarver · Estados Unidos Thomas Ulrich · Alemania       |
| Sídney 2000         | Aleksandr Lebziak · Rusia                | Rudolf Kraj · República Checa           | Andri Fedchuk · Ucrania Sergey Mihaylov · Uzbekistán           |
| Atenas 2004         | Andre Ward · Estados Unidos              | Magomed Aripgadjiev · Bielorrusia       | Utkirbek Haydarov · Uzbekistán Ahmed Ismail · Egipto           |
| Beijing 2008        | Zhang Xiaoping · República Popular China | Kenneth Egan · Irlanda                  | Tony Jeffries · Reino Unido Yerkebulan Shynaliyev · Kazajistán |
| Londres 2012        | Egor Mekhontsev · Rusia                  | Adilbek Niyazymbetov · Kazajistán       | Yamaguchi Falcão · Brasil Oleksandr Gvozdyk · Ucrania          |
| Río de Janeiro 2016 | Julio César La Cruz · Cuba               | Adilbek Niyazymbetov · Kazajistán       | Mathieu Bauderlique · Francia Joshua Buatsi · Reino Unido      |
| Tokio 2020          | Arlen López · Cuba                       | Benjamin Whittaker · Reino Unido        | Imam Khataev · ROC Loren Alfonso · Azerbaiyán                  |

## Femenino

### Peso mosca
- –51 kg (2012–2020)
- –50 kg (desde 2024)

| Edición             | Oro                             | Plata                                | Bronce                                                          |
| ------------------- | ------------------------------- | ------------------------------------ | --------------------------------------------------------------- |
| Londres 2012        | Nicola Adams · Reino Unido      | Ren Cancan · República Popular China | Marlen Esparza · Estados Unidos Mary Kom · India                |
| Río de Janeiro 2016 | Nicola Adams · Reino Unido      | Sarah Ourahmoune · Francia           | Ren Cancan · República Popular China Ingrit Valencia · Colombia |
| Tokio 2020          | Stoyka Krasteva · Bulgaria      | Buse Naz Çakıroğlu · Turquía         | Huang Hsiao-wen · China Taipéi Tsukimi Namiki · Japón           |
| París 2024          | Wu Yu · República Popular China | Buse Naz Çakıroğlu · Turquía         | Nazym Kyzaibai · Kazajistán Aira Villegas · Filipinas           |

### Peso gallo
- –54 kg (desde 2024)

| Edición    | Oro                                  | Plata                  | Bronce                                                  |
| ---------- | ------------------------------------ | ---------------------- | ------------------------------------------------------- |
| París 2024 | Chang Yuan · República Popular China | Hatice Akbaş · Turquía | Pang Chol-Mi · Corea del Norte Im Ae-Ji · Corea del Sur |

### Peso pluma
- –57 kg (desde 2020)

| Edición    | Oro                        | Plata                      | Bronce                                                |
| ---------- | -------------------------- | -------------------------- | ----------------------------------------------------- |
| Tokio 2020 | Sena Irie · Japón          | Nesthy Petecio · Filipinas | Irma Testa · Italia Karriss Artingstall · Reino Unido |
| París 2024 | Lin Yu-Ting · China Taipéi | Julia Szeremeta · Polonia  | Esra Yıldız · Turquía Nesthy Petecio · Filipinas      |

### Peso ligero
- –60 kg (desde 2012)

| Edición             | Oro                         | Plata                                | Bronce                                                   |
| ------------------- | --------------------------- | ------------------------------------ | -------------------------------------------------------- |
| Londres 2012        | Katie Taylor · Irlanda      | Sofya Ochigava · Rusia               | Mavzuna Chorieva · Tayikistán Adriana Araújo · Brasil    |
| Río de Janeiro 2016 | Estelle Mossely · Francia   | Yin Junhua · República Popular China | Anastasia Belyakova · Rusia Mira Potkonen · Finlandia    |
| Tokio 2020          | Kellie Harrington · Irlanda | Beatriz Ferreira · Brasil            | Sudaporn Seesondee · Tailandia Mira Potkonen · Finlandia |
| París 2024          | Kellie Harrington · Irlanda | Yang Wenlu · República Popular China | Wu Shih-Yi · China Taipéi Beatriz Ferreira · Brasil      |

### Peso wélter
- –69 kg (2020)
- –66 kg (desde 2024)

| Edición    | Oro                         | Plata                              | Bronce                                                         |
| ---------- | --------------------------- | ---------------------------------- | -------------------------------------------------------------- |
| Tokio 2020 | Busenaz Sürmeneli · Turquía | Gu Hong · República Popular China  | Lovlina Borgohain · India Oshae Jones · Estados Unidos         |
| París 2024 | Imane Khelif · Argelia      | Yang Liu · República Popular China | Janjaem Suwannapheng · Tailandia Chen Nien-Chin · China Taipéi |

### Peso mediano
- –75 kg (desde 2012)

| Edición             | Oro                               | Plata                             | Bronce                                                                          |
| ------------------- | --------------------------------- | --------------------------------- | ------------------------------------------------------------------------------- |
| Londres 2012        | Claressa Shields · Estados Unidos | Nadezda Torlopova · Rusia         | Marina Volnova · Kazajistán Li Jinzi · República Popular China                  |
| Río de Janeiro 2016 | Claressa Shields · Estados Unidos | Nouchka Fontijn · Países Bajos    | Dariga Shakimova · Kazajistán Li Qian · República Popular China                 |
| Tokio 2020          | Lauren Price · Reino Unido        | Li Qian · República Popular China | Nouchka Fontijn · Países Bajos Zemfira Magomedaliyeva · ROC                     |
| París 2024          | Li Qian · República Popular China | Atheyna Bylon · Panamá            | Caitlin Parker · Australia Cindy Ngamba · Equipo Olímpico de Atletas Refugiados |